# Platypalpus strakai
Platypalpus strakai är en tvåvingeart som beskrevs av Chvala 1989. Platypalpus strakai ingår i släktet Platypalpus och familjen puckeldansflugor. Inga underarter finns listade i Catalogue of Life.